# Quart denier
Le quart denier était, dans la France de l'Ancien Régime, du XVIe siècle au XVIIIe siècle, une taxe prélevée par le roi sur la vente des charges de judicature ou de finances, les parties casuelles, et qui s'élevait au quart du prix de cette vente.  
Traditionnellement, la taxe s'exprimait en denier, 240e partie de la livre tournois.
Les « parties casuelles » sont en termes de comptes et de finances relevant du roi, les deniers qui lui reviennent aux titres des choses non encore réglées ou fixées, comme les ventes des offices vacants, divers droits annuels, comme la paulette, etc. « Il est mort sans payer sa paulette, son Office est vacant aux parties casuelles. »
C'est une forme d'intérêt sur le produit de ces ventes spécifiques, le roi considérant, à bon droit, qu'elle est une forme de prêt, temporaire, puisque dépendant des aléas de la vie. Sur le plan pratique, on désirait acheter une charge, un office, qui ouvrait à une fonction publique, quand en réalité, la somme demandée était souvent trop élevée pour la régler en une fois, d'où le règlement sous la forme d'annuités, sur lesquelles étaient demandées des délais, etc., entrainant une cascade de retards et de dettes. Le quart denier était considéré par le roi comme inaliénable. « C'est une finance qui se payait aux parties casuelles pour la résignation des offices. Présentement, ce droit ordinaire qui se paye par l'officier qui veut vendre ou par sa veuve & ses héritiers, est le huitième denier ; mais faute d'avoir payé le prêt & l'annuel, ils payent le double droit qui revient au quart denier. »
Souvent contestée dans les provinces du royaume, cette pratique fiscale a été régulée par l'édit de Louis XIII de février 1638. « Il en doit encore quarante huit mil livres : le surplus il l'a payé des deniers de mon oncle, & même son quart denier. »
En conséquence, il y eut des personnes chargées de collecter cette taxe, on les appelait les « trésoriers des parties casuelles et deniers extraordinaires ».